# José Fernández Bardesio
José Ignacio Fernández Bardesio (* 17. November 1962 in Treinta y Tres (Stadt)) ist ein uruguayisch-deutscher klassischer Gitarrist und Komponist. Als Vertreter der uruguayischen Gitarrentradition in Europa und weltweit, ist er sowohl für seine Interpretationen des klassischen lateinamerikanischen Repertoires als auch für seine Gitarrentranskriptionen barocker und zeitgenössischer Stücke bekannt.

## Leben
José Fernández Bardesio ist Sohn der Lyrikerin Orfila Bardesio und des Lyrikers und Kinderbuchautors Julio Fernández. Seine Patentante war die bekannte Lyrikerin und Freundin der Familie Esther de Cáceres. Fernández Bardesios Geburtshaus ist heute ein städtischer Kindergarten, der den Namen seines Vaters „Prof. Julio Fernández“ verliehen bekam.
Durch die intellektuellen Kreise, Aktivitäten und Erziehung des katholischen Elternhauses, kam J. Fernández Bardesio zwar schon früh mit klassischer Musik in Berührung, begann aber erst verhältnismäßig spät, mit 11 Jahren, Gitarre zu spielen. Nach dem frühen Tod seines Vaters, zwei Jahre später, zog der Rest der Familie nach Montevideo. Zu diesem Zeitpunkt begann er das Gitarrenspiel ernster zu nehmen. Zunächst nahm er Unterricht bei dem angesehenen Gitarrenlehrer Oribe Dorrego, später auch beim Musiker, Dirigenten und Komponisten Guido Santórsola und dem Gitarristen Eduardo Fernández, bevor er Schüler der uruguayischen Gitarrenlegende Abel Carlevaro wurde.
Durch seine frühen internationalen Erfolge als Solointerpret bei zahlreichen namhaften internationalen Gitarrenwettbewerben machte er sich in den 1980er Jahren einen Namen in der klassischen Gitarrenwelt. Fernández Bardesio gab 1984 sein internationales Debüt in USA und Spanien. Ein Stipendium des Goethe-Instituts führte ihn schließlich zu Hubert Käppel nach Deutschland. Seitdem tritt er als Rezitalist und als Solist mit Orchester in Amerika, Asien und Europa auf. Darunter in bedeutenden Konzerthäusern, wie Royal Festival Hall, Hall of the Americas, Washington, D.C., und Weill Recital Hall at the Carnegie, New York. Er spielt eine Friedrich-Meistergitarre des französischen Luthiers Daniel Friedrich.
Seit 2002 komponiert er Stücke für Gitarre solo und Ensembles. Seine Kompositionen beinhalteten musikalische Elemente seiner zwei musikalischen Heimatländer. Sie verbinden lateinamerikanischen Folklore (Tango, Candombe, Murga etc.) mit der klassischen Tradition. Seine Werke sind im Hofmeister Verlag erschienen.
Seit Ende der 80er Jahre wohnt er mit seiner Frau in Köln. Heute hat er zwei erwachsene Kinder.

## Diskographie
- Americas Hänssler Classic (HC16090) 2017, Werke von: Barrios-Mongoré, Villa-Lobos, Ginastera, Brouwer, Towner, José Fernández Bardesio[2]
- Direccion Sur Profil-Edition Günther Hänssler (PH11002) 2010, Werke von: Piazolla, Ginastera, José Fernández Bardesio[3]
- Sonata Romántica California Sound Dreams (CSD CD 100 053) 1998, Werke von: M. Ponce, Coulanges[4]
- Jose Fernandez Bardesio – First Prize Winner Of The Sixth International Guitar Competition Alirio Diaz, Venezuela Inter-American Musical Editions (OAS-029), Werke von: Ponce, Carlevaro[5]

## Werke
- Tres Piezas Uruguayas für Gitarre, Hofmeister Verlag (FH3412)[6]
- Montevideo Suite für Gitarre, Hofmeister Verlag (FH3430)[7]
- Two Popular Airs für Gitarrenduo, Hofmeister Verlag (FH3494)[8]

## Auszeichnungen
- Erster Preis "Andrés Segovia" II Certamen Internacional de Guitarra Clásica “Andrés Segovia”- 1986, Spanien (Granada)[9]
- Erster Preis "Infanta Cristina" Premio Internacional de Guitarra de Su Alteza Real Infanta Cristina- Spanien (Madrid)[10]
- Gold-Medaille "Alirio Diaz" First Prize Winner Of The Sixth International Guitar Competition Alirio Diaz – Venezuela[11]
- Erster Preis "Concurso de Orense"Festival Internacional de Guitarra Cuidad de Coria[12]
- Special Prize OAS[13]